# Вулиця Ветеранів (Луцьк)
Вулиця Ветеранів — вулиця в Завокзальному житловому районі Луцька.
Бере початок від перехрестя з проспектом Відродження, рухається на захід, де огинаючи ЗОШ № 10, прямує в напрямку вулиці Чорновола.

## Будівлі та установи
- Державний архів Волинської області — вулиця Ветеранів, 21.

### Заклади освіти
- Дошкільний навчальний заклад № 41, Пролісок — вул. Ветеранів, 2.
- Луцька загальноосвітня школа І-ІІІ ступенів № 10 — вул. Ветеранів, 5.
- Луцька загальноосвітня школа І-ІІІ ступенів № 19 — вул. Ветеранів, 5а.

## Церкви
Храм Святої Великомучениці Катерини — вул. Ветеранів, 1а.

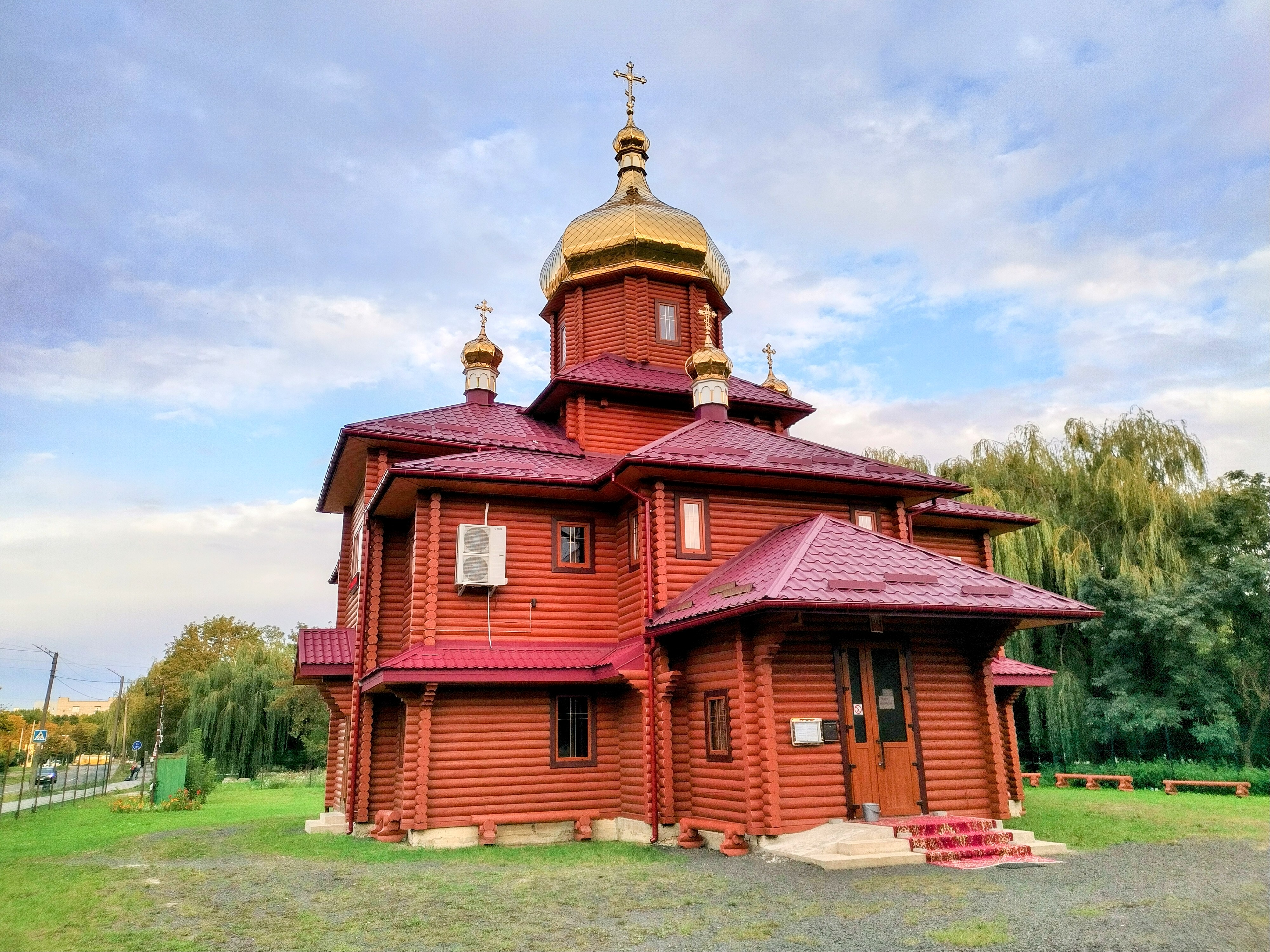